# Verzorgingsplaats Maatveld
Verzorgingsplaats Maatveld is een Nederlandse verzorgingsplaats, gelegen aan de noordwestzijde van de A20 Gouda-Westerlee tussen afritten 17 en 16 in de gemeente Zuidplas.
Aan de andere kant van de snelweg ligt verzorgingsplaats De Vink.
Richting Gouda:
De Vink
Richting Westerlee:
Maatveld · 
Rijskade